# Деберкина, Фёкла Егоровна
Фёкла Егоровна Деберкина (26 сентября 1912, Никольское 3-е, Воронежская губерния — 27 июня 1990, Панинский район, Воронежская область) — звеньевая совхоза «Михайловский».

## Биография
Родилась 13 сентября 1912 года в деревне 3-е Никольское (ныне — Верхнехавского района Воронежской области). Русская.
В 1941—1955 годах работала свекловичницей, звеньевой в совхозе «Михайловский».
За получение высокого урожая ржи на площади 12 га Деберкиной Фёкле Егоровне Указом Президиума Верховного Совета СССР от 18 мая 1948 года присвоено звание Героя Социалистического Труда с вручением ордена Ленина и золотой медали «Серп и Молот».
Была членом Воронежского обкома профсоюза работников сельского хозяйства. В последние годы проживала в совхозе «Заря» Панинского района. Умерла 27 июня 1990 года. Похоронена в селе Новоалександровка Панинского района Воронежской области.
Награждена орденом Ленина, медалями.